# Hasle Kirke

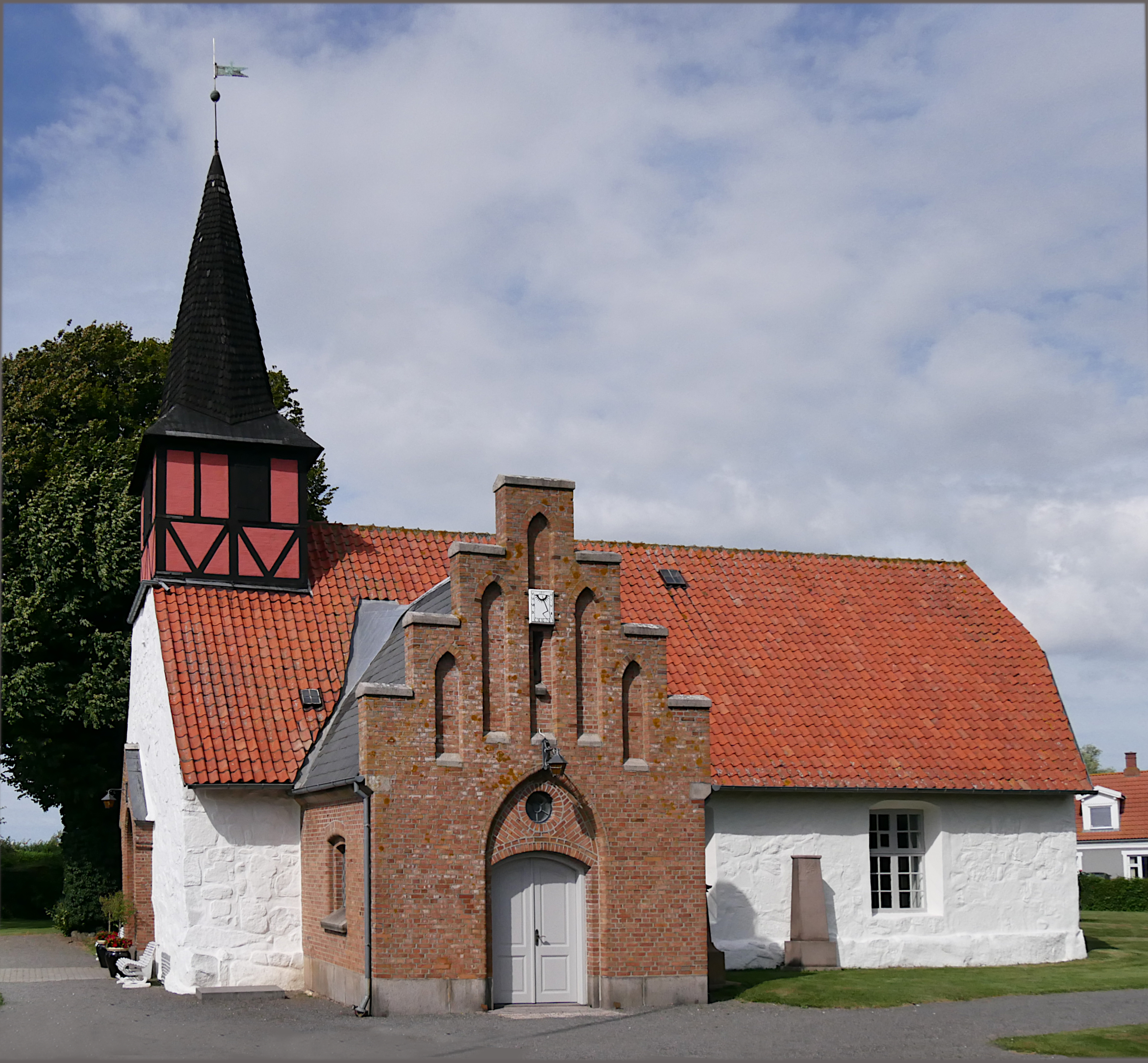
Kirche von Süden

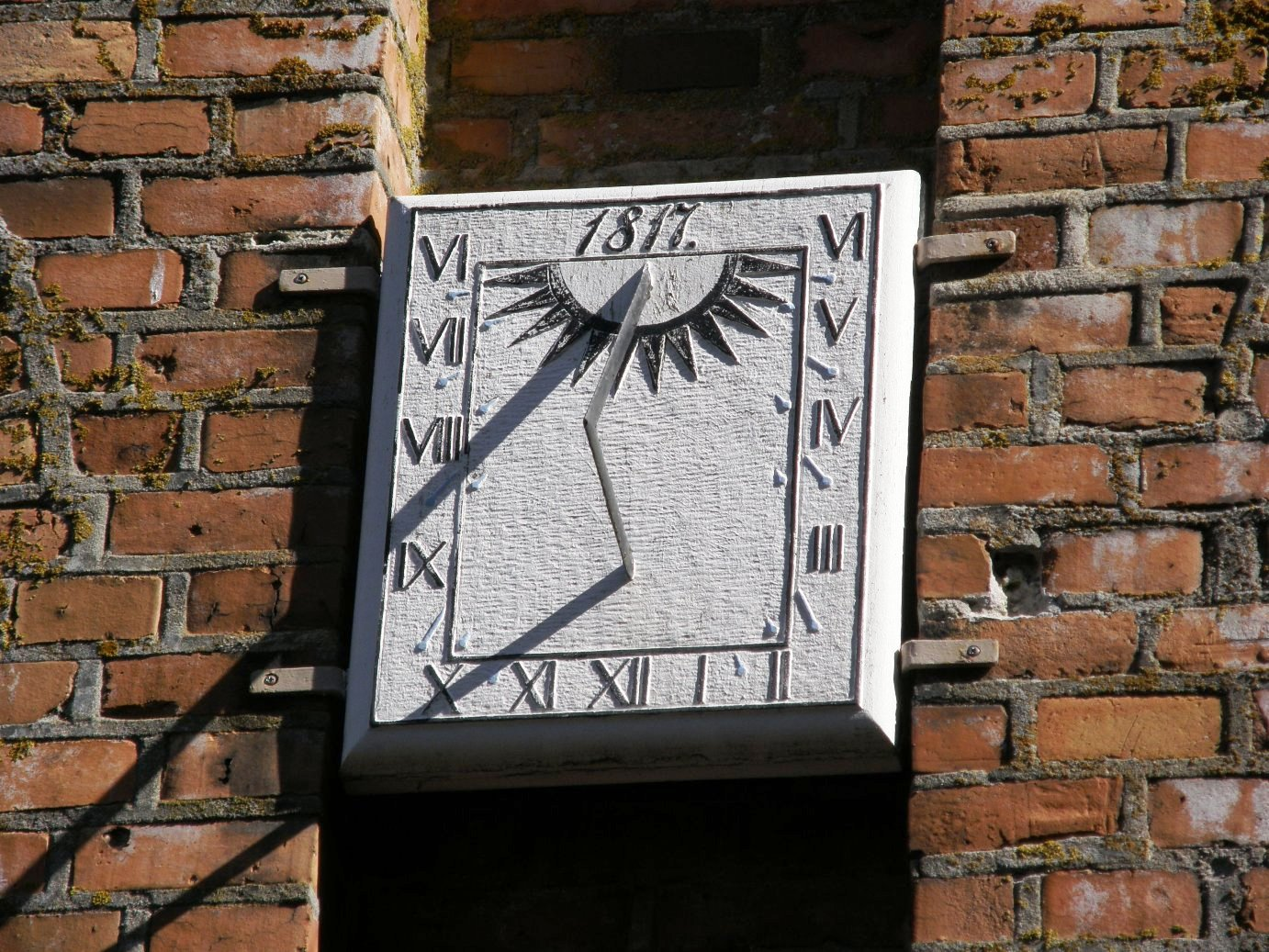
Sonnenuhr

Hasle Kirke ist die evangelisch-lutherische Pfarrkirche von Hasle, einer Hafenstadt an der Westküste der dänischen Insel Bornholm. Sie befindet sich auf einem Hügel im Osten der Stadt mit Blick auf den Hafen. Die Kirchengemeinde gehört zur Dänischen Volkskirche.

## Bau und Geschichte
Die wohl im 15. Jahrhundert errichtete Kirche bestand ursprünglich nur aus einem etwa 30 m langen, einfachen spätgotischen Langhaus mit einem dreiseitigen Abschluss am östlichen Ende. Die Wände sind etwa 3 m hoch und aus Feldsteinen gemauert und weiß verputzt. Die 1569 als Hasle-Kapelle (Hasle Capell) urkundlich erwähnte Kirche gehörte bis zur Reformation zum Erzbistum Lund und unterstand anschließend dem König.
Spätestens seit 1600 wurde das Kirchspiel von dem Pastor der Ruts Kirke mitverwaltet. Der bekannteste Pastor war Povl Ancher, in dessen Pfarrhaus in Hasle sich 1658 die Aufständischen gegen die schwedische Besatzung versammelten.
Der Turm wurde 1758 am westlichen Ende aufgesetzt und die südliche Vorhalle wurde 1882 vor das Südportal angebaut. Im Jahr 1887 wurde der Haupteingang an das westliche Ende des Gebäudes unter den Turm verlegt. Die Holzfenster stammen aus der Zeit um 1833.
Unter dem Fenster an der Südseite des Polygonalabschlusses befindet sich eine große Nische. Die gewölbte Decke stammt aus dem Jahr 1847.

## Innenausstattung
Der Taufstein wurde aus Kalkstein von Gotland gefertigt. Er besitzt eine breite flache Schale mit einem konischen Boden und ist an den schrägen Seiten mit Spitzbögen verziert.
Der Flügelaltar aus dem frühen 16. Jahrhundert ist in Form eines Triptychons und stammt vermutlich aus Lübeck. Er zeigt in der mittleren Tafel die Kreuzigung. Neben Jesu Kreuz stehen Maria und Johannes. An den Kreuzarmen befinden sich Sonne und Mond. Zwei kleine Heiligenfiguren, rechts Barbara mit dem Turm und links ein unbekannter Bischof, auf Säulen unter Baldachinen rahmen die Kreuzigungsgruppe. Die Engel, die Jesu Blut in Kelchen auffangen, wurden bei der Restaurierung 1847 wieder ergänzt. Der linke Flügel ist zweigeteilt und zeigt oben die Geißelung Jesus und unten sein Verhör vor dem seine Hände waschenden Pontius Pilatus. Der rechte Flügel zeigt Jesus mit der Dornenkrone und darunter die Kreuztragung. Die Fassung stammt von 1847 und wurde 1902–04 überarbeitet. Das Retabel steht auf einer gleichzeitigen, heute schmucklosen Predella. Ein zweites, äußeres Flügelpaar mit Resten von Gemälden von Heiligen, das 1847 noch beschrieben wurde, ist nicht erhalten.

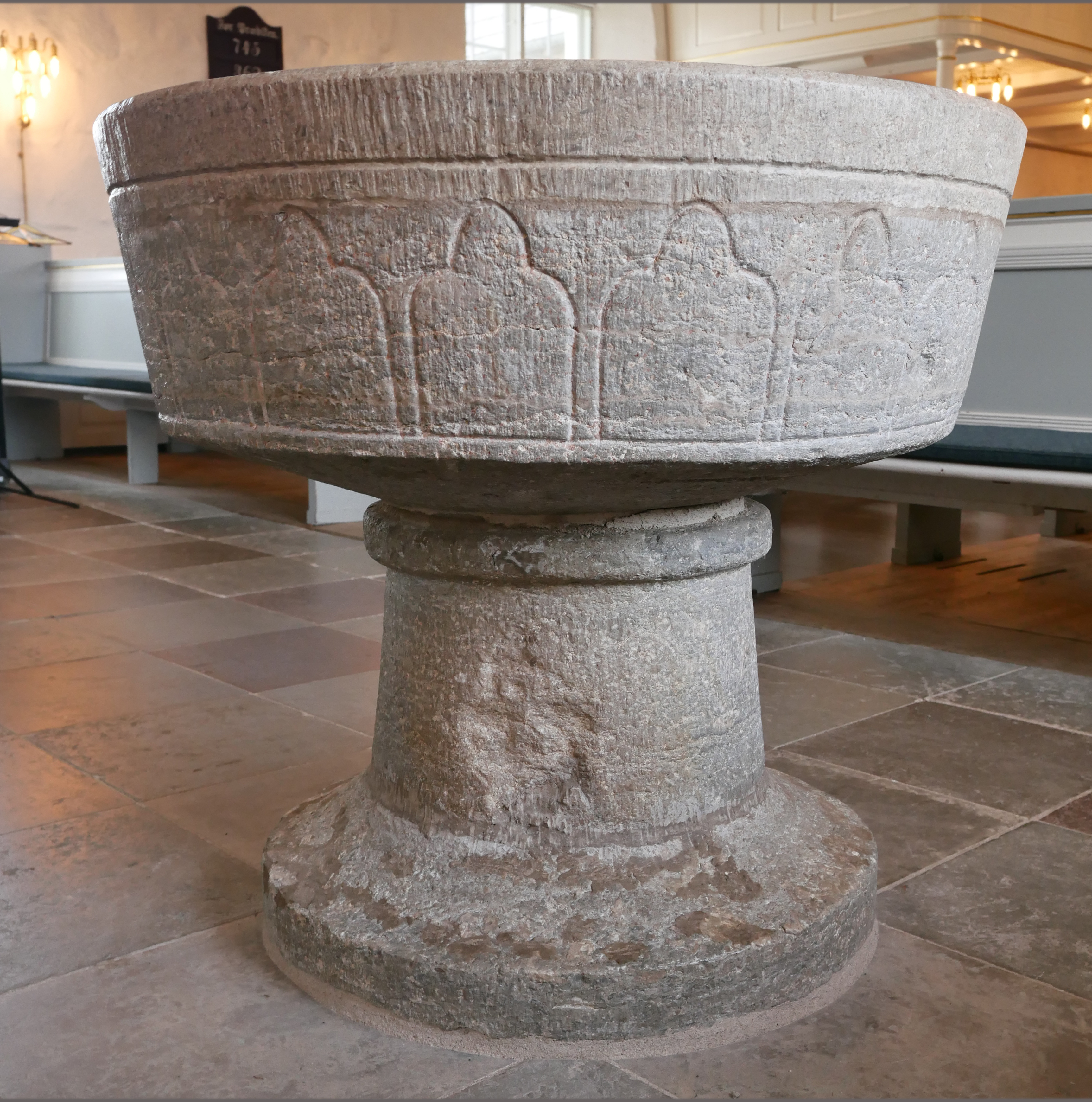
Taufstein
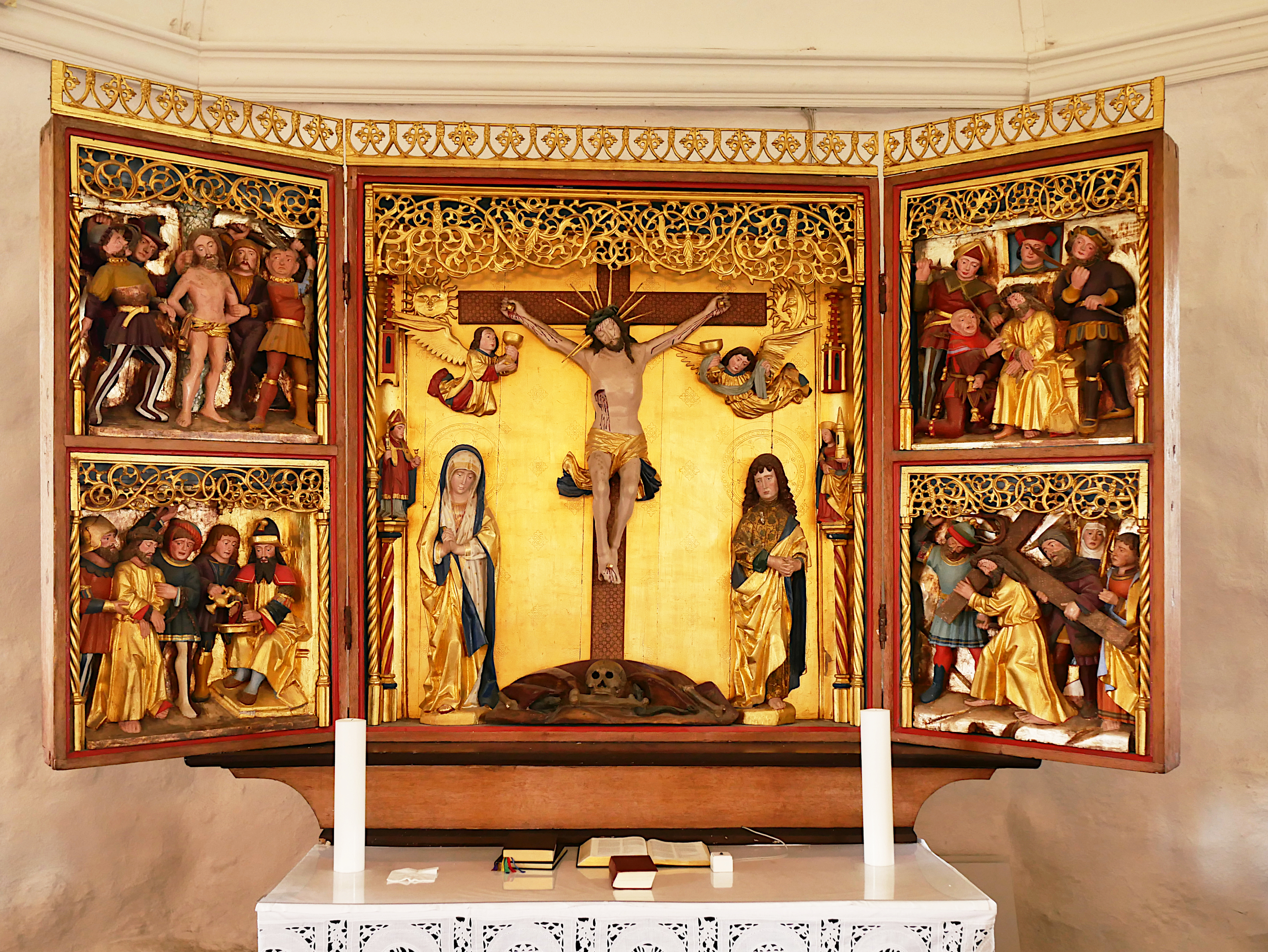
Flügelaltar
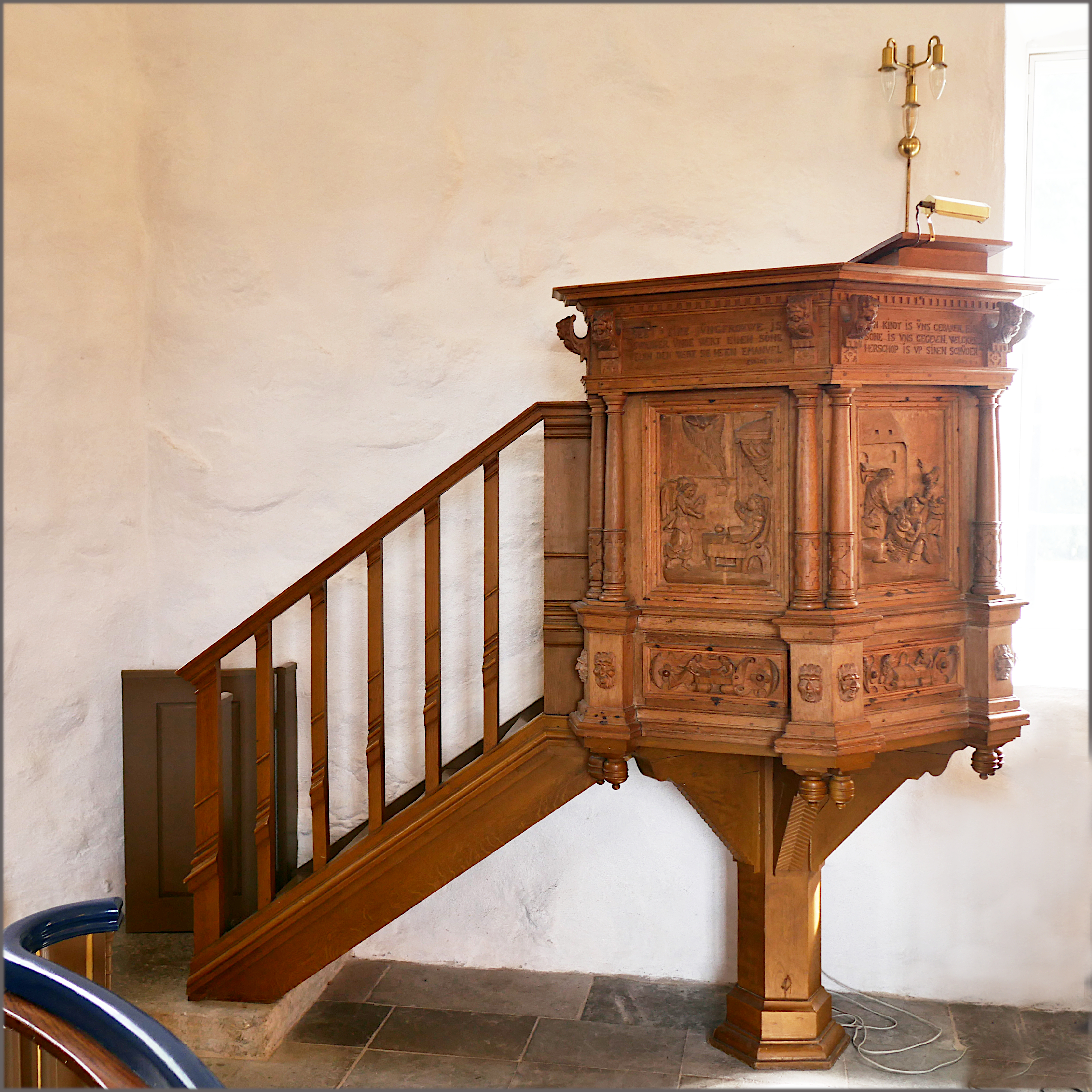
Renaissancekanzel
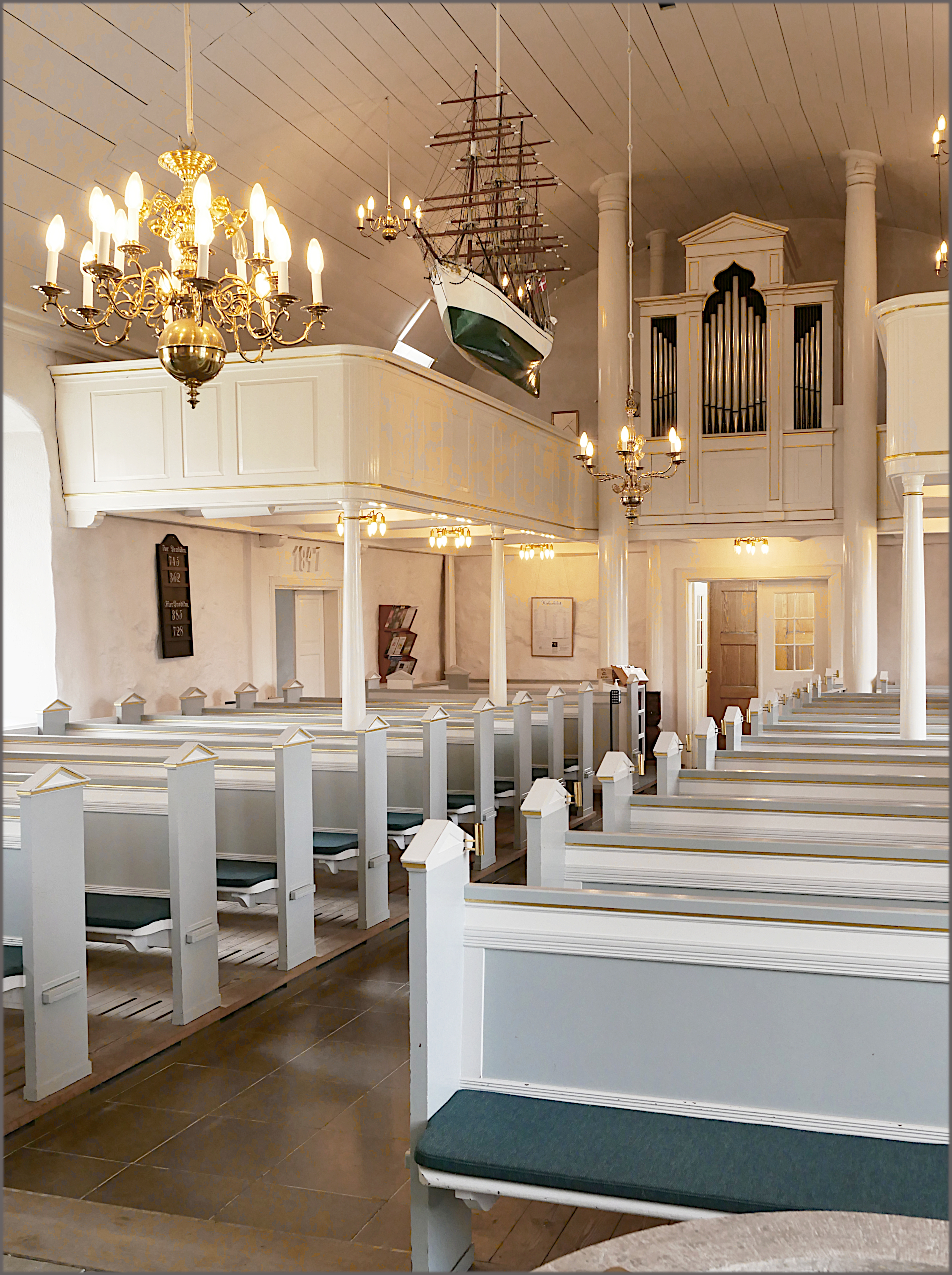
Schiffsmodell und Orgel

Die Kanzel aus dem späten 16. Jahrhundert im Stil der Renaissance ist wahrscheinlich flämischen Ursprungs. Die drei Seiten zeigen als Reliefs die Verkündigung an Maria, die Geburt Christi und die Kreuzigung. Die Bibeltexte, die über den Reliefs die Szenen deuten, sind niederdeutsch.
Die Orgelempore am westlichen Ende des Gebäudes stammt aus dem 18. Jahrhundert.

## Marevad-Stenen

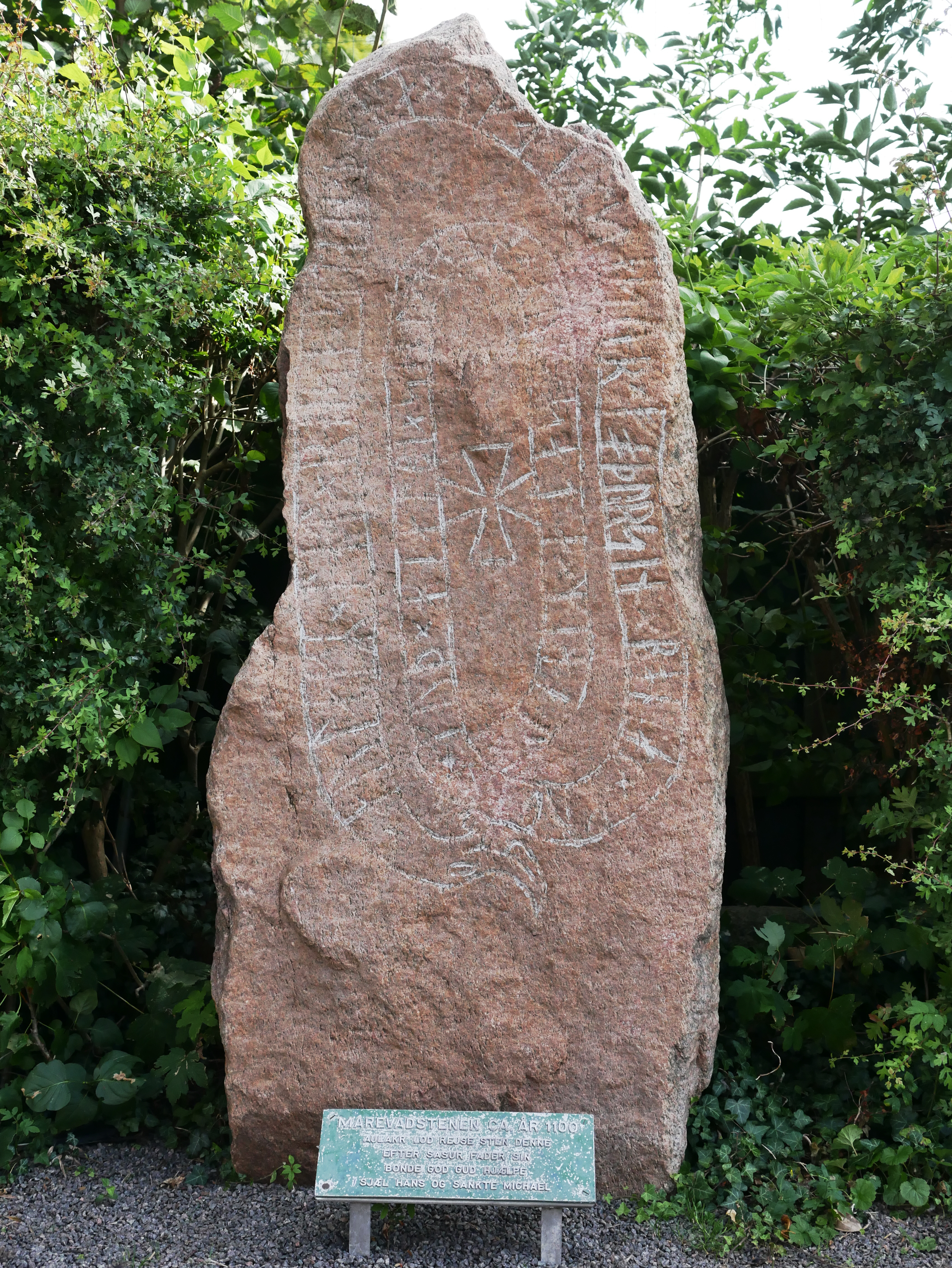
Runenstein

Auf dem von einem Feldsteinmauer eingefassten ehemaligen Friedhof um die Kirche befinden sich einzelne Grabsteine aus dem 17. bis 19. Jahrhundert sowie der Marevad-Sten. Der auch als Klemenskersten 4 (DK Bh 4) bezeichnete, 2 m hohe und 85 cm breite Runenstein wurde etwa um 1100 hergestellt und später für den Bau der Brücke über einen Bach bei Marevad zwischen Klemensker und Hasle verwendet. Um ein Georgskreuz windet sich ein in einem Schlangenkopf endendes Band mit der Inschrift × aulakR × let × reisa × stein × þana × eftiR × sasur × foþur × sin × bonta × kuþan × kuþ × hialbi × siol × hans × auk × sata × mihel ×, übersetzt: „Eilak ließ diesen Stein für seinen Vater Sasser, einen guten Landbesitzer, errichten. Gott helfe seiner Seele und St. Michael“.